# Mecodema regulus
Mecodema regulus es una especie de escarabajo del género Mecodema, familia Carabidae. Fue descrita científicamente por Britton en 1964.
Esta especie se encuentra en Nueva Zelanda.